# Мечи Марса
«Мечи Марса» — восьмой роман барсумской серии Эдгара Райса Берроуза. Сразу же опубликован отдельной книгой, она стала первой, выпущенной собственным издательством Берроуза — Edgar Rice Burroughs, Inc..

## Сюжет
Повествование ведётся от лица Джона Картера, впервые после романа «Владыка Марса». Владыка Марса навещает своего племянника Эдгара Райса Берроуза во время охоты в Колорадо, и рассказывает историю борьбы с Гильдией Убийц.
Город Зоданга, присоединённый к империи Гелиума в качестве свадебного подарка Дее Торис, стал обиталищем оппозиции и личных врагов Тардоса Морса — джеддака Гелиума. В этом же городе окопалась могущественная Гильдия Убийц, с которой ничего не мог поделать закон. Джон Картер решил создать в ответ организацию суперубийц, и в одиночку отправился в Зодангу, чтобы выйти на главарей Гильдии. Выдав себя за пантана Вандора, он знакомится с наёмником-убийцей Рапасом Ульсио, и нанимается охранником к изобретателю Фал Сивасу, занятому строительством Механического Мозга (для чего препарирует живые мозги своих рабов). Одновременно ему дают задание следить за Гар Налом — конкурентом Фал Сиваса, решающего ту же задачу. Фал Сивас, кроме того, построил космический корабль, для управления которым и нужен Механический Мозг.
Гильдия убийц узнаёт о пребывании в Зоданге Джона Картера, и заявляет, что в отместку похитила Дею Торис, спрятав её на Турии — ближней луне Марса (Фобосе). Джон Картер захватывает космолёт Фал Сиваса и летит на Турию, обнаружив, что она населена белокожим народом таридов с голубыми волосами. Врагами таридов являются мазены — похожие на помесь кошачьих с хамелеоном. Тариды — сильные телепаты, и способны искажать картину мира у чужаков, для которого просто невидимы, однако мазена по имени Умка учит Картера, как преодолеть гипноз. В финале романа выясняется, что изобретатель Гар Нал обманул главу Гильдии Убийц Ур Джана, украв у него их общую «добычу» и Джона Картера, сказав, что Дею Торис он оставил на Турии в стране Омбре (на самом деле она была в соседней комнате, связанная и с кляпом во рту), в надежде отослать пришедшую по его душу компанию подальше от себя, а то и избавиться вовсе, за что Ур Джан убивает подлеца. Дея Торис, которую Гар Нал привез с собой на Барсум после бегства с Турии, возвращается к супругу.

## Примечательный факт
Первые буквы предисловия и каждой из 24 глав романа образуют акростих «To Florence with all My Love Ed». Флоренс — вторая жена Берроуза, за которой он ухаживал в период написания романа.